# Cantone di Montréal (Gers)
Il Cantone di Montréal era una divisione amministrativa dell'arrondissement di Condom.
A seguito della riforma approvata con decreto del 26 febbraio 2014, che ha avuto attuazione dopo le elezioni dipartimentali del 2015, è stato soppresso.

## Composizione
Comprendeva i comuni di:
- Castelnau-d'Auzan
- Cazeneuve
- Fourcès
- Gondrin
- Labarrère
- Lagraulet-du-Gers
- Larroque-sur-l'Osse
- Lauraët
- Montréal